# Walenmeer
Het Walenmeer (Duits: Walensee) bevindt zich in de Zwitserse kantons Sankt Gallen en Glarus.
De naam Walenmeer komt van de toenmalige taalgrens tussen de Reto-Romanen (in het oosten) en de Alemannen (in het westen). Walen is een verbastering van welschen, een oude germaanse aanduiding voor romeinen en verromeinste kelten.
Het meer ligt op 419 meter hoogte en heeft een oppervlakte van 24 km2. Het is maximaal 151 meter diep. De temperatuur van het water is, als gevolg van de ligging in een dal met aan beide zijden hoge en steile hellingen, enige graden kouder dan de omliggende meren. Zelfs in de zomer wordt het water nauwelijks warmer dan 20°C.
De Linth is na het verleggen van de loop van deze rivier de grootste waterleverancier van het Walenmeer. Voor deze correctie van 1807 tot 1811, was dit de Seez.

Walenmeer op de Nationale Kaart van Zwitserland (1:25.000)

Meer van Ägeri · Meer van Biel · Bodenmeer · Meer van Brienz · Meer van Genève · Meer van Lugano · Lago Maggiore · Meer van Murten · Meer van Neuchâtel · Meer van Thun · Triftmeer · Vierwoudstrekenmeer · Walenmeer · Meer van Zug · Meer van Zürich